# حاتم العشي
حاتم العشي, ولد يوم 11 نوفمبر 1964 بتونس و هو أصيل معتمدية بوسالم من ولاية جندوبة, هو قاضي سابق بالمحاكم التونسية. عيّن وزيرا على وزارة أملاك الدولة يوم 5 فيفري 2015 في حكومة الحبيب االصيد عن حزب الإتحاد الوطني الحر.